# Hamza Alavi
Hamza Alavi   (Karachi i Pakistan, 10 d'abril de 1921 - Karachi, 1 de desembre de 2003) va ser un investigador marxista, sociòleg i activista.

## Biografia
Alavi va néixer a la comunitat Bohra de Karachi, a l'aleshores Índia britànica, que ara constitueix el Pakistan, i va emigrar a l'edat adulta cap al Regne Unit. El seu treball acadèmic es va centrar en la nacionalitat, el gènere, el fonamentalisme i la pagesia. El seu treball més destacat va ser potser l'assaig de «Peasant And Revolution in the Socialist Register» de 1965, que va subratllar el paper militant de la pagesia mitjana. Aquests camperols mitjans es veien aleshores com la classe de les zones rurals, que naturalment era l'aliada de la classe obrera urbana. Als anys seixanta va ser un dels cofundadors de la Campanya contra la Discriminació Racial. Va creure que una classe assalariada musulmana lligada al govern va liderar el moviment per l'estat independent per als musulmans al subcontinent, ja que veien venir una disminució en la seva part dels llocs de treball a l'Índia de la prepartició, que finalment va donar lloc a la creació del Pakistan.

## Obra
- Jagirdari or Samraaj, fiction house Lhr (Urdu)
- Takhleq-e-Pakistan, Fiction House Lhr (Urdu)
- Pakistan Ek Riasat ka Bohraan, Fiction House Lhr (Urdu)
- Alavi, Hamza (1965) Peasant and Revolution, Socialist Register, pp. 241–77
- Alvi, Hamza & Shanin, Teodor (2003) Introduction to the Sociology of "Developing Societies", Monthly Review Press[4]
- Alavi, H. (1982). Capitalism and colonial production. London: Croom Helm.
- Alvi, H., & Harriss, J. (1989). South Asia. New York: Monthly Review Press.
- Alvi, H., & Harriss, J. (1989). Sociology of 'developing societies': South Asia. Basingstoke: Macmillan Education.
- Halliday, Fred & Alavi, Hamza (1988) State and Ideology in the Middle East and Pakistan, Monthly Review Press